# 勒谢拉
勒谢拉（法語：Le Cheylas，法語發音：[lə ʃela]）是法国伊泽尔省的一个市镇，位于该省东北部，属于格勒诺布尔区。

## 地理
勒谢拉（45°22'17"N, 5°59'33"E）面积8.44 平方千米，位于法国奥弗涅-罗讷-阿尔卑斯大区伊泽尔省，该省份为法国东南部内陆省份，北起顺时针与安省、萨瓦省、上阿尔卑斯省、德龙省、阿尔代什省、卢瓦尔省和罗讷省。
与勒谢拉接壤的市镇（或旧市镇、城区）包括：蓬沙拉、圣玛丽达卢瓦、克雷昂贝勒多讷、圣樊尚德梅尔屈兹、拉比西耶尔、贡斯兰。
勒谢拉的时区为UTC+01:00、UTC+02:00（夏令时）。

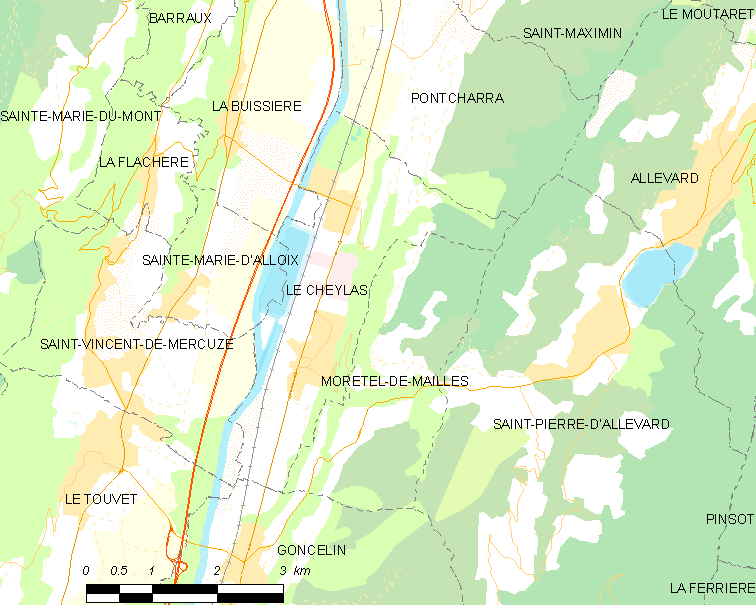
勒谢拉的OSM定位图

## 行政
勒谢拉的邮政编码为38570，INSEE市镇编码为38100。

## 政治
勒谢拉所属的省级选区为上格雷西沃当县。

## 人口

1962-2008年间勒谢拉人口变化图示

勒谢拉于2022年1月1日时的人口数量为2372人。

## 友好城市
- 義大利帕瓦罗洛 1995年